# 3-Stunden-Rennen von Buriram 2016

Streckenlayout

Das 3-Stunden-Rennen von Buriram 2016, auch Buriram 3 Hours, fand am 10. Januar auf dem Chang International Circuit statt und war der dritte Wertungslauf der Asian Le Mans Series dieses Jahres.

## Rennen
Team AAIs zweiter Adess konnte nach einem heftigen Unfall am Samstag nicht am Rennen teilnehmen.
Nach einem Start mit gutem Wetter kam es nach sieben Minuten zum ersten Safety-Car nachdem die #69 auf der Rennstrecke stehenblieb. Dies passierte noch mehrmals während dem Rennen. Im weiteren Rennverlauf kam es zu mehreren Stop-and-Go-Strafen, so gegen die #25.
Die #9 von Jagonya Ayam With Eurasia konnte sich letztendlich den Sieg sichern.

## Ergebnisse

### Schlussklassement
| Pos.            | Klasse | Nr. | Team                      | Fahrer                                                    | Fahrzeug                  | Runden |
| --------------- | ------ | --- | ------------------------- | --------------------------------------------------------- | ------------------------- | ------ |
| 1               | LMP2   | 9   | Jagonya Ayam with Eurasia | Sean Gelael Antonio Giovinazzi                            | Oreca 03R                 | 113    |
| 2               | LMP2   | 25  | Algarve Pro Racing        | Michael Munemann Dean Koutsoumidis James Winslow          | Ligier JS P2              | 113    |
| 3               | LMP2   | 8   | Race Performance          | Oliver Webb Nicolas Leutwiler                             | Oreca 03R                 | 113    |
| 4               | LMP2   | 99  | Eurasia Motorsport        | William Lok Nick de Bruijn Richard Bradley                | Oreca 03R                 | 111    |
| 5               | LMP3   | 1   | DC Racing                 | David Cheng Ho-Pin Tung Thomas Laurent                    | Ligier JS P3              | 109    |
| 6               | GT     | 27  | Nexus Infinity            | Joshua Hunt Dominic Ang                                   | Ferrari 458 GT3           | 108    |
| 7               | GT     | 5   | Absolute Racing           | Brian Lee Adderly Fong Alessio Picariello                 | Audi R8 LMS Ultra         | 108    |
| 8               | GT     | 91  | Team AAI                  | Ollie Millroy Kevin Chen Yukinori Taniguchi               | BMW Z4 GT3                | 108    |
| 9               | GT     | 92  | Team AAI/HubAuto          | Jun-San Chen Shin’ya Hosokawa Hiroki Yoshimoto            | Mercedes-Benz SLS AMG GT3 | 108    |
| 10              | GT     | 3   | Clearwater Racing         | Rob Bell Weng Sun Mok Keita Sawa                          | McLaren 650S GT3          | 107    |
| 11              | LMP3   | 89  | Team AAI                  | Tanart Sathienthirakui Masataka Yanagida Ryohei Sakaguchi | Adess 03                  | 105    |
| 12              | GTAm   | 51  | KCMG                      | Paul Ip Yuan Bo Martin Rump                               | Porsche GT3 Cup           | 101    |
| 13              | GT     | 7   | ARC Bratislava            | Miroslav Konôpka Fairuz Fauzy                             | Audi R8 LMS Ultra         | 95     |
| 14              | GT     | 38  | Spirit of Race            | Nasrat Muzayyin Aaron Scott                               | Ferrari 458 GT3           | 93     |
| Ausgefallen     |        |     |                           |                                                           |                           |        |
| 15              | CN     | 21  | Avelon Formula            | Denis Liang Giorgio Maggi                                 | Wolf GB08 Honda           | 59     |
| 16              | CN     | 69  | Atlantic Racing Team      | Zen Low Shinyo Sano                                       | Wolf GB08 Honda           | 45     |
| Nicht gestartet |        |     |                           |                                                           |                           |        |
| 17              | LMP3   | 88  | Avelon Formula            | Tatsuya Tanigawa Chen Siyu Chen Junrong                   | Adess 03                  | 1      |

1 nicht gestartet

### Nur in der Meldeliste
Zu diesem Rennen sind keine weiteren Meldungen bekannt.

### Klassensieger
| Klasse | Fahrer      | Fahrer             | Fahrer         | Fahrzeug            | Platzierung im Gesamtklassement |
| ------ | ----------- | ------------------ | -------------- | ------------------- | ------------------------------- |
| LMP2   | Sean Gelael | Antonio Giovinazzi |                | Oreca 03R Judd      | Gesamtsieg                      |
| GT     | Joshua Hunt | Dominic Ang        |                | Ferrari 458 GT3     | Rang 6                          |
| LMP3   | David Cheng | Ho-Pin Tung        | Thomas Laurent | Ligier JS P3 Nissan | Rang 5                          |
| GTAm   | Yuan Bo     | Paul Ip            | Martin Rump    | Porsche GT3 Cup     | Rang 12                         |

### Renndaten
- Gemeldet: 17
- Gestartet: 16
- Gewertet: 14
- Rennklassen: 4
- Zuschauer: 100.000[2]
- Wetter am Renntag: Sonnig
- Streckenlänge:  4,554 km
- Fahrzeit des Siegerteams: 3:00:34.992 Stunden
- Gesamtrunden des Siegerteams: 113
- Gesamtdistanz des Siegerteams: 514.602 km
- Siegerschnitt: 171.150 km/h
- Pole Position:  Oreca 03R Nissan (#9) – 1:27.696 = 188.730 km/h
- Schnellste Rennrunde: Antonio Giovanazzi – 1:59.961 = 186.950 km/h (Runde 92)
- Rennserie: 3. Lauf der Asian Le Mans Series 2015/16